# 7777 Consadole

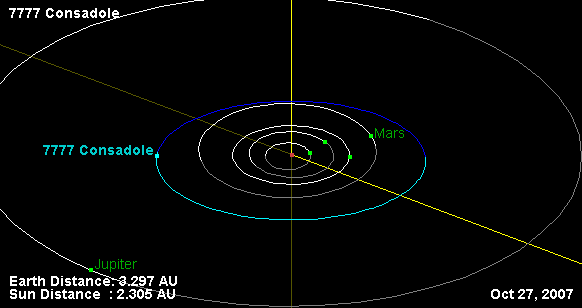
7777 Consadole

7777 Consadole eller 1993 CO1 är en asteroid i huvudbältet som upptäcktes den 15 februari 1993 av de båda japanska astronomerna Seiji Ueda och Hiroshi Kaneda i Kushiro. Den är uppkallad efter det japanska fotbollslaget Consadole.
Asteroiden har en diameter på ungefär 3 kilometer.